# Cassiu Maniu
Cassiu Maniu (n. 27 iulie 1867, Șimleu Silvaniei — d. 1943, Cluj) a fost un avocat, profesor, filozof și jurnalist.

## Familia
S-a născut pe 27 iulie 1867 într-o famile de greco-catolici, fiind fiul Clarei Maniu și a lui Ioan Maniu, unul dintre descendenții lui Laurențiu Man. A avut următorii frați: Scipio (+8ani); Elena, măritată cu Ioan Pop, vicar foraneu la Năsăud; Iuliu; Sabina (+22ani); Ioan (+7 luni); Cornelia, călugărită sub numele de sora Cecilia; Iulia (+9 luni) și Emilia (+ 8 luni).

## Viața și activitatea
Cursurile școlii primare le-a început la Șimleu Silvaniei. Aici a absolvit 3 clase, iar a patra la Zalău, deoarece tatăl său Ioan Maniu a fost transferat, în anul 1876, la Tribunalul din Zalău, pe aceeași funcție, de judecător, pe care o îndeplinise și la Șimleu, începând cu anul 1863 când și-a luat cenzura de avocat. Cassiu Maniu a urmat cursurile gimnaziale la Gherla. Din cei 687 de elevi s-a clasat primul și a obținut „coroana orașului și premiul regal”, distincții care se dădeau la vremea respectivă pentru premianți. Cursurile liceale le-a început la Cluj, la catolici, dar după un an se transferă la Colegiul reformat din Zalău. Și la Zalău va sta doar un an, absolvind ultimele două clase liceale la Năsăud, în anul 1885. In penultima clasă de liceu ajunge succesorul lui George Coșbuc în funcția de președinte al societății literare din Năsăud. În ultima clasă secundară câștigă și un important premiu, cu lucrarea intitulată „Între trup și suflet”. A urmat cursurile Facultății de Drept din Viena și Cluj, unde este promovat doctor în drept, pe data de 19 martie 1892. Cenzura de avocat a obținut-o la Budapesta, în anul 1897. Cassiu Maniu se implică și în viața culturală sălăjeană, ajungând secretar al despărțământului Astrei din Șimleu. 
Printre cei apărați de Cassiu Maniu s-a numărat și Ștefan Pop, redactor responsabil la ziarul „Libertatea”. Procesul a avut loc la Cluj, unde Cassiu Maniu era avocat, pe data de 19 septembrie 1906. Ștefan Pop era acuzat petru publicarea a două articole în timpul campaniei electorale din 1905, considerate defăimătoare la adresa statului austro-ungar. Procesul se sfârșește pentru Ștefan Pop cu arest de stat pe termen de 3 luni și amendă de 400 de coroane, atât pentru el cât și pentru ziar.
În anul 1897 debuta în coloanele ziarului „Tribuna” din Sibiu, cu articolul „Ideia Română”. Colaborează, apoi, regulat la „Tribuna”, „Românul” (Arad), „Revista culturală” (Blaj), „Lupta” (Budapesta), „Răvașul” (Cluj), „Gazeta Transilvaniei” (Brașov), „Revista culturii” (Craiova).
În anul 1907 Cassiu Maniu a adresat șase scrisori istorice, în limba franceză, lui Bjørnstjerne Bjørnson, în care expunea drepturile românilor asupra întregului teritoriu cuprins între Tisa și Nistru. După ce a citit scrisorile, Bjørnstjerne Bjørnson a plecat imediat la Londra și a cerut o audiență specială la Eduard al VII-lea al Regatului Unit, căruia i-a prezentat scrisorile lui Cassiu Maniu. În urma acestei acțiuni Cassiu Maniu a fost arestat, din nou, judecat sumar și condamnat la aceeași pedeapsă ca prima dată: un an închisoare, 100 coroane amendă și suspendare pe doi ani din barou. Cea de-a doua condamnare corespunde perioadei 1 decembrie 1909 –1 ianuarie 1911. Pe perioada cât a fost închis la închisoarea din Vác a fost vizitat de fratele său, Iuliu Maniu, care devenise deja unul din liderii importanți ai Partidului Național Român, de poetul Octavian Goga și alți fruntași politici ardeleni. Ca tovarăș de detenție l-a avut pe deputatul slovac Milan Ivanca.
Până la izbucnirea războiului, Cassiu Maniu semnează o mulțime de broșuri: „Natura juridică a chestiunii române din Transilvania” (Sibiu – 1904); „Ce pretind naționalitățile, dela primul ministru Coloman Szell?” (Șimleul Silvaniei – 1905); „Principiile filozofiei politice” (Cluj – 1906); „Recenziunea operei lui Oszkár Jászi, despre formarea statelor naționale” (Arad – 1907); „Cultura creștină” (Blaj – 1911), etc.
Începând cu data de 1 octombrie 1919 ocupă Catedra de Politică, ca titular, din cadrul nou înființatei Universități „Regele Ferdinand I” din Cluj. Totodată, suplinește, din anul 1920, și catedra de Filozofia Dreptului. Conduce și seminariile de politică.
În lista studiilor politice semnate de Cassiu Maniu se numără lucrările „Rolul și chemarea tinerimii cu cultură academică” (Cluj, 1927, premiată cu premiul Mihaly), „Manualul de Politică” (Cluj, 1928) și „Manual de Filozofia Dreptului” (Cluj, 1929).